# Fler
Fler, de son vrai nom Patrick Losensky, né le 3 avril 1982 à Berlin, est un rappeur allemand.

## Biographie

### Jeunesse
Patrick grandit à Berlin-Ouest sans connaitre son père. Il déclare avoir eu des problèmes à l'école, non pas à cause de ses notes mais à cause de son comportement. À l'âge de 15 ans, il est amené en hôpital psychiatrique à la suite d'une crise de panique. Pendant son séjour, il entreprit des études de peintre et décorateur, où il rencontra Bushido avec qui il devint ami.

### Débuts (2002–2008)
Fler se popularise à partir de 2002 grâce à sa collaboration avec Bushido sur Carlo Cokxxx Nutten (sous le pseudonyme de Frank White) et sur l'album de Bushido Vom Bordstein bis zur Skyline]. En octobre 2003, il signe avec le label Aggro Berlin. Son premier single AggroberlinA (2004) atteint la 59e place des classements musicaux allemands. Son premier album solo Neue Deutsche Welle est publié le 1er mai 2005 et atteint la 5e place classements musicaux allemands, dans lesquels il reste pendant 16 semaines. Le premier single extrait de l'album, NDW 2005, atteint la 9e place classements musicaux allemands. La mélodie et le chant s'inspire de la chanson Rock Me Amadeus de Falco. Le deuxième single, Nach eigenen Regeln, avec le rappeur G-Hot, atteint la 22e place.
En 2006, il publie son nouvel album Trendsetter, qui atteint la 4e place des charts allemands. Le single Papa ist zurück atteint la 23e place et Cüs Junge la 50e. Chef (Clip & Klar) et Wir bleiben stehen possèdent leurs propres clips vidéos. Le 2 février 2007, Fler sort sa mixtape Airmax Muzik. En avril 2007, il embarque pour une tournée Airmax-Muzik avec Aggro Berlin. Il publie par la suite, en 2008, son album solo Fremd im eigenen Land. Le premier single, Deutscha Bad Boy, est apparu le 11 janvier, qui provoque l'indignation de Torch, ex-membre d'Advanced Chemistry,.

### Fin d'Aggro Berlin et revirement musical (2009–2013)
Peu de temps avant la sortie de son album Fler, il se sépare de sa maison de disques Aggro Berlin. Son quatrième album est publié le 27 mars 2009 et atteint la 10e place des classements musicaux allemands. Il contient les singles Check mich aus et Ich sing nicht mehr für dich (feat. Doreen Steinert) qui atteignent aussi les charts : Check mich aus la 74e et Ich sing nicht mehr für dich et la 33e.
En 2012 sort la mixtape Maskulin Mixtape Vol. 2. Elle est suivie par l'album solo Hinter blauen Augen le 2 novembre 2012. L'album est mal accueilli par la presse spécialisée. En 2013 sort le single Barack Osama, dans le style gangsta rap précédant la sortie de son nouvel album solo Blaues Blut, prévu le 19 avril 2013 en Allemagne, en Autriche, et en Suisse, qui atteint la 3e place des classements musicaux allemands.

### Retour aux racines (depuis 2014)
En 2014 sort son album Debütalbums. Il est suivi par la mixtape Maskulin Mixtape Vol. 4 qui atteint les classements allemands. Le 4 avril, il publie le single Stabiler Deutscher, puis Hipster Hass le 9 mai 2014. Le 27 mai 2014 sort la chanson Kein Gold avec G-Hot. Il suit du titre Businessman.
Le 6 février 2015 sort l'album Keiner kommt klar mit mir sous son pseudonyme Frank White. Le 27 mai 2016, il publie l'EP Bewährung vorbei. Il annonce aussi pour septembre 2016 l'album Carlo Escobar.

## Discographie

### Albums studio
- 2005 : Neue Deutsche Welle
- 2006 : Trendsetter
- 2008 : Fremd im eignen Land
- 2009 : Fler
- 2010 : Flersguterjunge
- 2011 : Airmax Muzik II
- 2011 : Im Bus ganz hinten
- 2012 : Hinter blauen Augen
- 2013 : Blaues Blut
- 2015 : Keiner kommt klar mit mir
- 2015 : Der Staat gegen Patrick Decker
- 2016 : Vibe
- 2017 : Epic

### Albums collaboratifs
- 2002 : Carlo, Cokxxx, Nutten (avec Bushido)
- 2008 : Südberlin Maskulin (avec Godsilla)
- 2009 : Carlo, Cokxxx, Nutten 2 (avec Bushido)
- 2010 : Berlins Most Wanted (avec Berlins Most Wanted)
- 2012 : Südberlin Maskulin II (avec Silla)